# Américo Murolo
Américo Murolo (San Paolo, 28 aprile 1932 – 10 dicembre 2014) è stato un calciatore brasiliano, di ruolo attaccante.

## Carriera
Agli inizi della carriera giocò nel Linense, con cui nel 1953 vinse il Campionato Paulista di seconda divisione.
Nel 1955 arrivò in Italia per giocare in Serie A con il Lanerossi Vicenza neopromosso, e vi rimase per una stagione, risultando il capocannoniere della squadra con 10 reti, fra cui due doppiette a Lazio e SPAL, contribuendo alla salvezza dei veneti.
A fine campionato ritornò in patria nel Palmeiras dove vinse il Campionato Paulista nel 1959.